# آموزش در آلمان

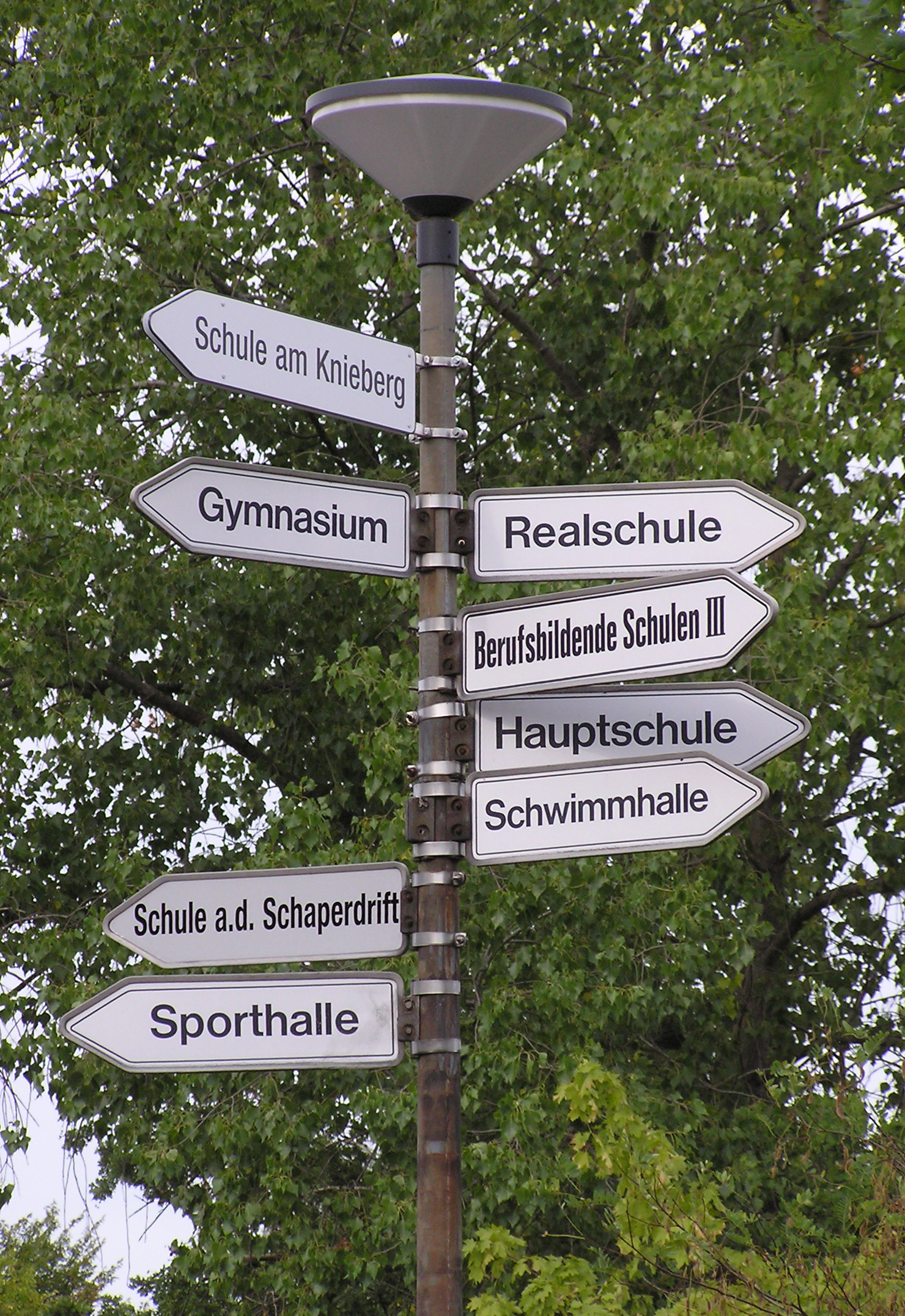

مسئولیت نظام آموزشی در کشور آلمان (به آلمانی: Bildungssystem in Deutschland) عموماً بر عهده ایالات می‌باشد و دولت مرکزی در آن نقش جزئی بر عهده دارد. دوره اختیاری کودکستان در آلمان برای کودکان یک تا شش سال فراهم شده است که پس از آن ورود به مدرسه اجباری می‌باشد. سیستم آموزشی در هر نقطه از این کشور متفاوت است زیرا هر ایالت به تنهایی در رابطه با سیاست آموزشی خود تصمیم می‌گیرد. بیشتر کودکان در آلمان از سن شش سالگی تا یازده سالگی جذب مدارس ابتدایی می‌شوند.
آموزش دوره دوم در آلمان شامل پنج نوع مدرسه می‌شود. دبیرستان یا گیمنازیوم (Gymnasium) به گونه ای طراحی شده تا کودکان را برای ورود به دوره‌های بالاتر آموزش آماده کند که در انتهای آن پس از پایهٔ دوازده یا سیزده آزمون نهایی یا آبیتور (Abitur) برگزار می‌شود. رئال شوله (Realschule) یا مدارس راهنمایی تأکید بیشتری بر جذب دانش آموزان در گسترهٔ سنی میانی دارند
چهار مرحله است:
۱- پیش دبستانی / ۲- دبستان / ۳- دبیرستان و دوره‌های کارآموزی / ۴- تحصیلات تکمیلی
ادامه تحصیل تا کلاس نهم برای کودکان اجباری است.
آلمان آموزش با کیفیت بالا را با هزینه کم یا بدون هزینه ارائه می‌دهد. دانشگاه‌های دولتی در آلمان نیازی به شهریه ندارند، اما دانشجویان باید در هر ترم هزینه ای برای کارهای اداری بپردازند که معمولاً بیش از ۲۵۰ یورو در هر ترم نیست.

## انواع سیستم‌های دانشگاهی در آلمان
این کشور با داشتن ۴۰۰ نهاد آموزشی و حدود بیست هزار برنامه آکادمیک محلی مناسب برای تحصیل است؛ به‌طور کلی سیستم‌های آموزشی آلمان به شکل زیر است:
۱. دانشگاه‌های پژوهش محور
·این دانشگاه‌ها امکانات و تخصص‌های آکادمیک ارائه می‌دهند
·بر موارد تئوری تمرکز زیادی دارند و گستره زیادی از رشته‌ها را پوشش می‌دهند
۲. دانشگاه‌های تکنولوژی
جزئی از دانشگاه‌های تحقیقاتی هستند
·تمرکز آنها بر روی رشته‌های فنی و مهندسی است
·بر موارد تئوری در حوزه مهندسی تمرکز زیادی دارند
۳. دانشگاه‌های علمی کاربردی
·تمرکز بر بر مهندسی، بازرگانی و علوم اجتماعی
·تمرکز این دانشگاه‌ها غالباً با مهارت‌های عملی است تا نکات تئوری صرف
·در بعضی از کورس‌ها حضور در محل کار یا اجرای یک پروژه در شرکت الزامی است
·غالبا این دانشگاه‌ها مدرک دکترا اعطا نمی‌کنند
·اکثر این موسسات خصوصی هستند
۴. کالج‌های هنر، فیلم و موسیقی
·ممکن است جزئی از دانشگاه‌های تحقیقاتی یا علوم کاربردی باشند
۵. دانشگاه‌های آموزش دوگانه در آلمان
. علاوه بر آموزش‌های تئوری در دانشگاه، یک سری دوره‌های عملی و کاری را در یک سری شرکت و کمپانی سپری می‌کنند.
·تاکید این نوع آموزش بر یادگیری عملی بیش از سایر روش‌ها است.
·ممکن است در ازای کار در شرکت حقوق ماهیانه دریافت کنیم و حتی مخارج تحصیل دانشگاه ما را بدهد.
۶. دانشگاه‌های خصوصی
. تنها حدود ۵ درصد از دانشجویان در دانشگاه‌های خصوصی مشغول به تحصیل هستند
. حدود ۱۲۰ دانشگاه خصوصی در آلمان وجود دارد
·تعداد زیادی از دانشگاه‌های خصوصی از دسته Applied Sciences هستند.

## پیش دبستانی
این دوره یک سال است که در آلمان Kindergarten یا Vorschule خوانده می‌شود.
هزینه مهدکودک معمولاً ۷۰ تا ۱۵۰ یورو برای هر کودک در ماه است و البته به افراد کم‌بضاعت یارانه تعلق می‌گیرد.

## دبستان
این دوره ۴ یا ۶ سال است که در آلمان Grundschule خوانده می‌شود.
اکثر مدارس آلمان توسط ایالت اداره می‌شوند و هزینه ای برای تحصیل فرزندان شما دریافت نمی‌شود. علاوه بر این، مدارس خصوصی و بین‌المللی وجود دارند که هزینه دریافت می‌کنند

## دبیرستان و کارآموزی
پس از دبستان گزینه‌های مختلفی برای انتخاب وجود دارد. که عبارتند از:
die Hauptschule
این دوره تا کلاس نهم یا دهم طول می‌کشد. پس از اتمام دانش آموزان می‌توانند یا به سیستم آموزش ادامه بدهند یا یک دوره آموزش کار بگذرانند.
قانون اجبار تحصیلات با پایان این دوره تمام نمی‌شود جز اینکه سن فرد به ۱۸ سال رسیده باشد.
(die Realschule (Mittelschule
این دوره تا کلاس دهم طول می‌کشد. پس از اتمام دانش آموزان می‌توانند یا به سیستم آموزش ادامه بدهند یا یک دوره آموزش کار بگزرانند.
قانون اجبار تحصیلات با پایان این دوره تمام می‌شود و می‌توانند فارغ‌التحصیل بشوند.
ادامه تحصیل در دانشگاه‌های فنی حرفه‌ای مقدور است.

## تحصیلات تکمیلی

das Gymnasium
die Gesamtschuleپس از سپری کردن این دوره تا کلاس ۱۲، دg

## مراکز تحصیلی آلمان
کشور آلمان دارای بیش از ۴۲۵ دانشگاه و مرکز آموزش عالی است که شامل دانشگاه‌ها و مدارس آموزش عالی مختلف و متنوع شامل مدارس فنی، هنری، مدیریتی و … می‌باشند. نظام آموزش عالی آلمان به‌طورکلی شامل دو نوع مرکز تحصیلی دانشگاهی است. نوع اول که همانند سایر دانشگاه‌های کشورهای مختلف بیشتر جنبه‌های علمی و تحقیقاتی را در برنامه آموزشی خود دارند و در زبان آلمانی Universität نامیده می‌شوند و نوع دوم که مؤسسات آموزش عالی فنی آلمان می‌باشند که تأکید بیشتری بر فعالیت‌های فنی و علمی مرتبط زمینه‌های مهندسی دارند و در زبان آلمانی Fachhochschule نامیده می‌شوند. امروزه بیش از دو میلیون دانشجو در دانشگاه‌های آلمان مشغول به تحصیل هستند. مراکز آموزش عالی شامل ۱۰۲ دانشگاه، ۱۷۰ مدرسه عالی تخصصی و ۶۷ مرکز آموزش عالی جهت تحصیل برای دانشجویان است.